# Marlenheim
Marlenheim é uma comuna francesa na região administrativa de Grande Leste, no departamento Baixo Reno. Estende-se por uma área de 14,56 km². Em 2010 a comuna tinha 4 331 habitantes (densidade: 297,5 hab./km²).